# Pujol d'en Banya
Pujol d'en Banya es un macizo perteneciente a Sóller cuya altitud es de 598 metros, aunque sus últimos 100 metros de elevación son totalmente de roca.
Tiene un pequeño mirador que está ubicado en una de las paradas del Ferrocarril Sóller-Palma de Mallorca, que posee unas vistas extraordinarias de todo el valle de Sóller.
También contiene la ruta de un antiguo camino que conduce a Deyá.
Esta montaña no es individual, porque al igual que su vecina Puig des Moro, más bien es la prominencia hacia Sóller de una montaña mucho mayor, el Teix, de 1.064 metros de altura, ubicada en Deyá.
- Datos: Q9064672